# 静脈物流
静脈物流（じょうみゃくぶつりゅう）とは、最終消費者が使用したあとの使用済みの製品、返品商品、輸送や販売などに伴って生じる産業廃棄物など、廃棄物を輸送する物流のこと。生産物の輸送を動脈物流とし、その対義語となる語である。人間の体の仕組みのうち、動脈と静脈の関係に例えている。動脈には動脈血が流れ、身体の各部位で消費されるための酸素を運ぶのに対して、静脈には静脈血が流れ、不要物として体外に排出される二酸化炭素を運ぶからである。
国土交通省を中心に、港湾や海上輸送を活用した『総合静脈物流拠点港（リサイクルポート）』の整備が進められており、2006年12月までに全国で21の港湾がリサイクルポートに指定されている。

## リサイクルポート指定港湾

### 一次指定（4港）
2002年5月30日指定
- 室蘭港・苫小牧港
- 東京港
- 神戸港
- 北九州港

### 二次指定（13港）
2003年4月21日指定
- 石狩湾新港
- 八戸港
- 釜石港
- 酒田港
- 木更津港
- 川崎港
- 姫川港
- 三河港
- 姫路港
- 徳山下松港
- 宇部港
- 三池港
- 中城湾港

### 三次指定（3港）
2006年12月19日指定
- 能代港
- 舞鶴港
- 三島川之江港

## 事例
- 全国各地～石北本線北見駅 - 廃蛍光灯輸送列車
- 梶ヶ谷貨物ターミナル駅～末広町駅間 - 川崎市生活廃棄物輸送列車『クリーンかわさき号』